# فاطمه اعتدادی
فاطمه اعتدادی (زادهٔ ۲۴ دی ۱۳۶۷) بازیکن تیم فوتسال زنان مس رفسنجان است.
فاطمه اعتدادی در لیگ برتر فوتسال بانوان عنوان خانم گلی این رقابت‌ها را از آن خود کرد.
او ملقب به ماشین گلزنی فوتسال ایران است.
وی سال ۱۳۹۵ در مسابقات قهرمانی آسیا به همراه تیم ملی موفق شد جام قهرمانی را از آن خود کند و در این تورنمنت ۹ گل به ثمر برساند. اعتدادی پس از موفقیت در مسابقات آسیایی به همراه تیم ملی راهی گواتمالا شد تا در مسابقات جام جهانی کوچک حضور یابد، اما تیم ایران در این رقابت‌ها تنها با شکست ژاپن عنوان هفتمی جهان را از آن خود کرد.
همچنین در سال ۱۳۹۷ در رقابت‌های آسیایی موفق به کسب جام قهرمانی آسیا و عنوان خانم گلی آسیا شدند و در پی آن به همراه تعدادی از نفرات تیم به برنامه پربیننده خندوانه دعوت شد. وی در تاریخ ۲۵ مرداد ۱۳۹۷ در پی کناره‌گیری تیم دانشگاه آزاد از لیگ به تیم مس رفسنجان پیوست.
وی همچنین عنوان خانم گلی لیگ ۱۳۹۰ و لیگ ۱۳۹۶ فوتسال کشور را دارا است. در لیگ ۱۳۹۶ وی برای سومین بار خانم گل لیگ شد.

## افتخارات
- نامزد کسب عنوان بهترین بازیکن زن فوتسال دنیا در سال [۷]۲۰۱۸